# Café Fix

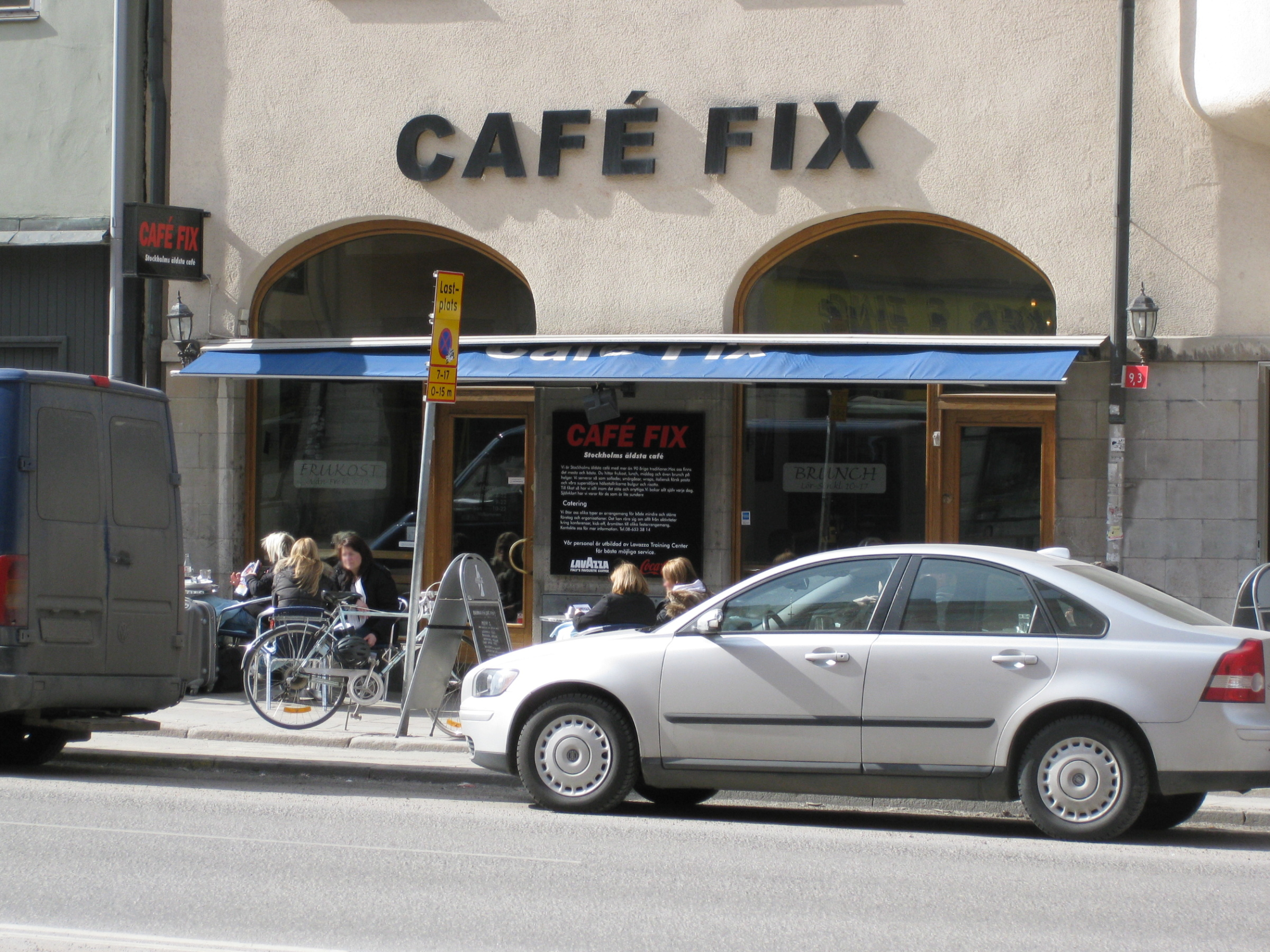
Café Fix, Sankt Eriksgatan.

Café Fix är ett kafé i italiensk stil på Sankt Eriksgatan 35 på Kungsholmen i Stockholm. Kaféet grundades 1910 och är därmed ett av Stockholms äldsta. Sin storhetstid hade Café Fix på 1930- och 1940-talet då Sankt Eriksgatan var Stockholms stora biografgata. Bland stamgästerna fanns då kändisar som Alice Babs och Harry Brandelius.